# Нанікове
На́нікове  (до 1948 року — Бара́к-Коль, крим. Baraq Köl) — село в Україні, у складі Феодосійського району Автономної Республіки Крим.

## Назва
Слово «Барак-Коль» складено з двох тюркських слів: «бари» — собака, вівчарка, а «коль» — озеро, що пересихає.

## Опис
Відстань від райцентру до населеного пункта становить 13 кілометрів по прямій.
Село розташоване на березі солончакового озера Бараколь, майже в самому центрі однойменної улоговини.
Для геологів виникнення водойми тут — справжня загадка. Є припущення, що озеро тектонічного походження, адже неподалік «дрімає» давно згаслий вулкан Кара-Даг.
Від холодних північних і східних вітрів село Нанікове захищене з трьох сторін: хребтом Узун-Сирт і менш високими прилеглими до хребта пагорбами. До моря і найближчого курортного селища Коктебель звідси трохи більше ніж шість кілометрів.
Через Нанікове проходить 45-а паралель північної широти, цю паралель ще називають «золотою серединою» планети. Відповідну табличку в 2009 році встановили неподалік, на горі Узун-Сирт.

## Історія
Археологічна розвідка виявила біля сучасного села невелике поселення VIII-X ст.
Вперше згадується в 1613 році.
За Камеральним Описом Криму ... 1784 в останній період Кримського ханства Баракнолі входив в Беш-Кабакський кадилик Кефінського каймаканства.
Після сталінської депортації кримських татар, у вересні 1944 року, в Бараколь приїхали перші переселенці з Тамбовської, Ростовської і Курської областей РРФСР, після 1954 сюди почали переселяти також сім'ї з Української РСР.
18 травня 1948 року Указом Президії Верховної Ради РРФСР Бараколь перейменували на Нанікове.